# Helga Korthaase

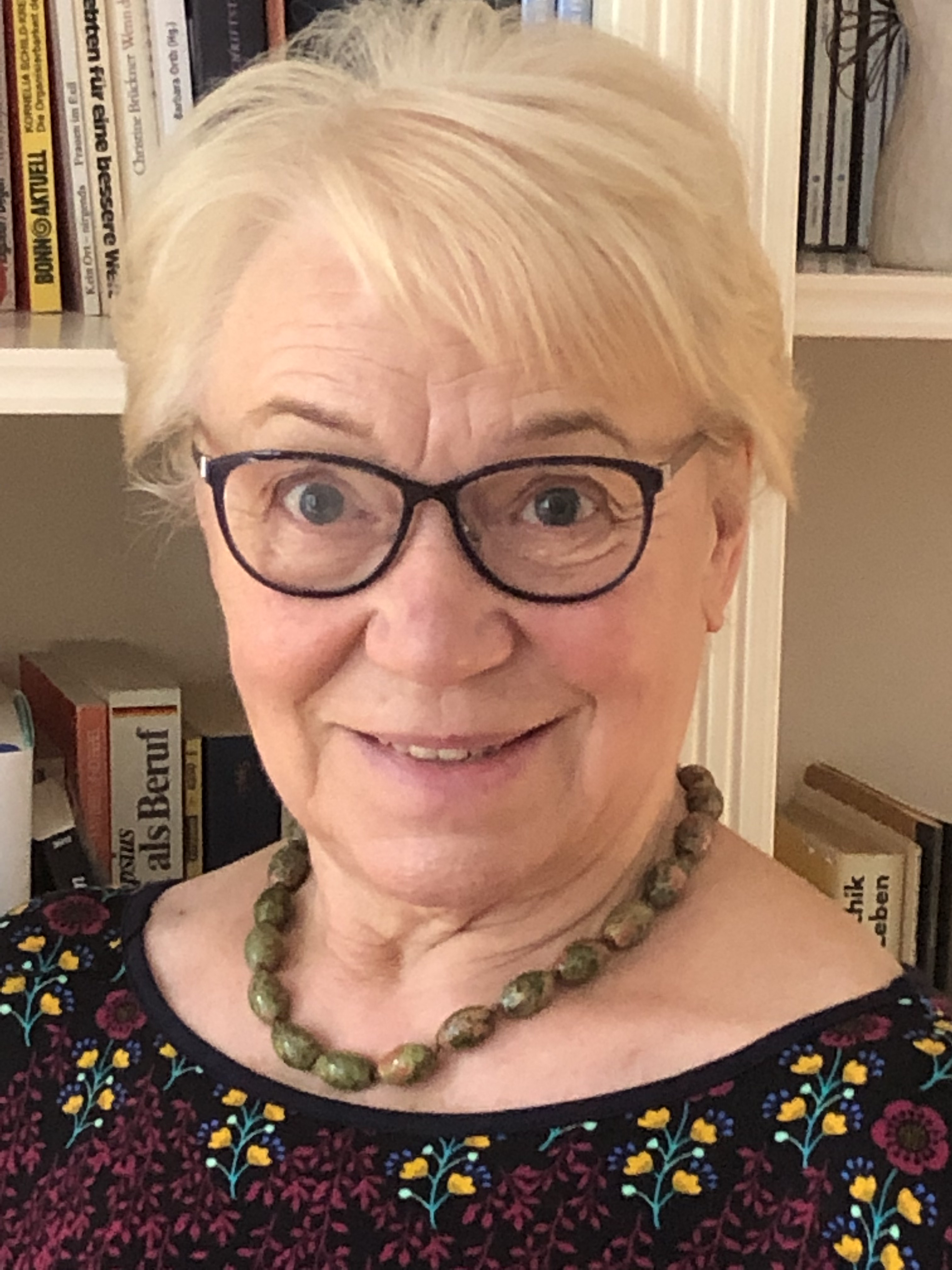
Helga Korthaase, 2019

Helga Korthaase (* 24. August 1938 in Mannheim; † 12. Mai 2023 in Berlin), geborene Frost, späterer Ehename Borghorst, war eine deutsche Politikerin (SPD) und Staatssekretärin im Land Berlin.

## Leben
Helga Frost wurde als Tochter eines Bootsmanns der Handelsmarine in Mannheim geboren, dort wurde die Familie 1941 ausgebombt. Sie wuchs daher in Ostfriesland auf und legte 1957 im Ulrichsgymnasium in Norden das Abitur ab. Sie absolvierte ab 1959 eine Ausbildung als Medizinisch-technische Assistentin (MTA) im Lette-Verein in Berlin-Schöneberg. 1972 bestand sie eine Prüfung bei der Berliner Landeslehranstalt zur Leitenden Röntgenassistentin. Sie heiratete in erster Ehe den Politologen Werner Korthaase (1937–2008), der Mitglied des Abgeordnetenhauses von Berlin und Direktor der Volkshochschule Neukölln war. Helga Korthaase arbeitete bis 1991 als Leitende Röntgenassistentin im Evangelischen Krankenhaus Hubertus und war dort Vorsitzende des Betriebsrats.
Korthaase hatte zwei erwachsene Töchter und war seit 1997 mit dem SPD-Politiker Hermann Borghorst verheiratet.

## Politik
Helga Korthaase trat 1961 der SPD bei. Bei der Berliner Wahl 1971 wurde sie in die Bezirksverordnetenversammlung im Bezirk Wilmersdorf gewählt und dort Vorsitzende des Gesundheitsausschusses. Bei der Wahl 1981 wurde sie in das Abgeordnetenhaus von Berlin gewählt und wenige Zeit später stellvertretende Fraktionsvorsitzende. Im März 1984 gründete sie die neue Gleichstellungsstelle der SPD-Fraktion, die sie bis 1989 leitete. Nach der Wahl 1990 wurde Korthaase von der neuen Senatorin Christine Bergmann zur Staatssekretärin ernannt, gleichzeitig wurde sie auch Landesfrauenbeauftragte des Senats von Berlin. Im November 1999 bat sie aus gesundheitlichen Gründen um Entlassung, die Senatorin Gabriele Schöttler genehmigte diesen Schritt. Ihre Nachfolgerin als Staatssekretärin wurde daraufhin Ingeborg Junge-Reyer.
Korthaase war langjähriges Mitglied der Deutschen Angestellten-Gewerkschaft (DAG), später der Vereinten Dienstleistungsgewerkschaft (Ver.di).

## Ehrenamtliche Tätigkeiten
- 1999 bis 2002: Vorsitzende des Berliner Landesfrauenrats
- Vorsitzende des „Vereins zur Hilfe suchtabhängiger Frauen e. V.“

## Ehrungen
- Der Oberbürgermeister von Moskau Juri Luschkow verlieh Korthaase 1999 die Ehrenurkunde der Stadt Moskau „Für den großen Beitrag in der Entwicklung und Festigung der Zusammenarbeit zwischen Berlin und Moskau“.